# Sokoľ
Sokoľ é um município da Eslováquia, situado no distrito de Košice-okolie, na região de Košice. Tem 15,66 km² de área e sua população em 2018 foi estimada em 1.197 habitantes.

## Demografia
| Ano:        | 1994 | 2004    | 2014    | 2024    |
| ----------- | ---- | ------- | ------- | ------- |
| Broj ljudi: | 637  | 873     | 1121    | 1335    |
| Razlika:    |      | +37,04% | +28,40% | +19,09% |

| Ano:               | 2023 | 2024   |
| ------------------ | ---- | ------ |
| Número de pessoas: | 1315 | 1335   |
| Diferença:         |      | +1,52% |